# Corinnomma suaverubens
Corinnomma suaverubens är en spindelart som beskrevs av Simon 1896. Corinnomma suaverubens ingår i släktet Corinnomma och familjen flinkspindlar.
Artens utbredningsområde är Queensland. Inga underarter finns listade i Catalogue of Life.